# Мартіна Едофф
Мартіна Едофф (нар. 20 квітня 1968, Мутала, Швеція) — шведська співачка.

## Дискографія
- 2014 — Martina Edoff
- 2015 — Unity

1. 1 2 3  Sveriges befolkning 2000 — Sveriges Släktforskarförbund, 2020.